# حقل المليحة النفطي
حقل المليحة حقل نفط يقع في شمال شرق سورية في الريف الشمالي الشرقي لمحافظة دير الزور قرب الحدود الإدارية مع محافظة الحسكة.

## الحقل خلال الحرب الأهلية السورية
خلال الحرب الأهلية السورية، سيطر تنظيم داعش على الحقل ثم احتلته قوات سوريا الديمقراطية في أيار 2020.